# CEvin Key
cEvin Key (1961 - ), de son vrai nom Kevin Crompton, est un membre fondateur de Skinny Puppy (avec Nivek Ogre). Il a aussi publié des albums solo et avec les groupes dOWNLOAD, The Tear Garden (avec Edward Ka-Spel, chanteur et compositeur du groupe The Legendary Pink Dots), PlatEAU et Doubting Thomas.

## Discographie

### cEvin Key
- Music For Cats (1998)
- The Ghost of Each Room (2001)
- The Dragon Experience (2003)
- Resonance (2021)

### dOWNLOAD
- Furnace (1995)
- Microscopic (1996)
- Charlie's Familly Soundtrack (1996)
- The Eyes of Stanley Pain (1996)
- Sidewinder (1996)
- III (1997)
- Effector (2000)
- Inception (2002)
- III steps forward (2002)
- Fixer (2007)

### PlatEAU
- Music For Grass Bars (1997)
- Dutch Flowers (1997)
- Spacecake (1999)
- Iceolator (2002)
- Kushbush (2007)

### The Tear Garden
- Tired Eyes Slowly Burning (1987)
- The Last Man to Fly (1992)
- To be an Angel Blind The Crippled Soul Divide (1996)
- Crystal Mass (2000
- Eye Spy With my Little Eye (2002)
- The Secret Experiment (2007)